# L'Avenç (1881-1893)
Pour les articles homonymes, voir L'Avenç.
Pour La revue homonyme contemporaine, voir L'Avenç (1977).
L'Avenç (ou L'Avens selon la graphie originelle jusqu'en 1891) est une revue en langue catalane fondée en 1881 par Jaume Massó.
Représentante d'un esprit moderniste et catalaniste, elle marque une rupture avec le catalan médiéval et archaïsant et contribue au renouveau de la langue accompagnant la Renaixença.
L'histoire de la revue se décompose en deux étapes.

## Première étape: 1881-1884
Entre 1881 et 1884, elle compte parmi ses collaborateurs des écrivains catalans prestigieux comme Narcís Oller, Josep Yxart (ca), Francesc Matheu (ca) ou Valentí Almirall, et avec le soutien financier de Jaume Massó et Ramon Perés (ca), ce dernier en devenant le directeur entre 1883 et 1884. La revue développe une importante campagne de promotion de langue, dans laquelle elle défend un modèle linguistique unitaire basé sur le parler de Barcelone épuré de certains usages populaires jugés impropres.
Elle publie une série d'articles et tient différentes conférences montrant une importante divergence avec le caractère archaïsant de la langue littéraire, révélant une préoccupation relative à l'écart entre catalans écrit et parlé, ainsi qu'à l'absence d'une norme moderne et unitaire. Elle propose de plus des mesures concrètes pour une rénovation de la langue, comme l'enrichissement du vocabulaire et de la grammaire, ainsi que la mise en place de normes globales unifiant les registres soutenus et familiers, restant toutefois compatibles avec l'étymologie latine et le catalan ancien.
En 1884, la revue cesse d'être éditée en raison d'un voyage de ses fondateurs en Angleterre.

## Deuxième étape: 1889-1893
En 1889, Jaume Massó relance seul la publication, puis intègre plus tard quelques jeunes grammairiens comme Jaume Brossa (ca), Pompeu Fabra, Joaquim Casas (ca), Raimon Casellas (ca), Joan Maragall et Alexandre Cortada (ca). La revue est à la tête du mouvement dit « Català que ara es parla » (« catalan qui est parlé maintenant »), favorable à la mise en place d'un standard de langue basé sur la langue populaire, et est à l'origine de la réforme orthographique qui débouche en 1913 sur la publication d'une norme (les Normes ortogràfiques) par l'Institut d'Estudis Catalans, adoptée par la Mancommunauté de Catalogne, sous la présidence d'Enric Prat de la Riba.
En janvier 1891, la revue adopte son nom définitif, L'Avenç.
À partir de 1892 elle adopte un ton plus critique envers la bourgeoisie à travers les écrits de Brossa et Cortada.
En 1893, la prolifération d'attentats anarchistes[réf. souhaitée] et le manque de rentabilité économique entraînent la fin de sa publication.